# リン酸トリクレジル
リン酸トリクレジル (Tricresyl phosphate = TCP) は、3つの異性体が混合した有機リン酸化合物で、難燃剤として、またラッカーおよびワニスの製造で可塑剤として最もよく使われる。無色で粘性のある液体だが、市販品は通常黄色である。水にはほとんど溶けないが、トルエン、ヘキサン、ジエチルエーテルなどの有機溶媒には溶けやすい。TCPは、1854年にアレクサンダー・ウィリアムソン (Alexander Williamson) によって、クレゾール (メチルフェノールのパラ-、オルト-、メタ- 異性体の混合物) と五塩化リンから合成された。しかし、今日の製造者は、塩化ホスホリルまたはリン酸と、クレゾールから製造することができる。構成クレゾールがすべてオルト異性体のTCPは、多くの急性中毒の原因物質である。その慢性毒性も懸念される。オルト異性体は非常に毒性が高いため、異性体の純度を必要とする実験室での研究以外では、単独で使用されることはめったになく、TCPを含む工業製品には含まれていない。

## 異性体
最も危険な異性体は、オルト異性体を含むリン酸トリ-オルト-クレジル = TOCPのような異性体と考えられる。世界保健機関 (WTO) は1990年に「TOCPに対する感受性は個人間でかなり異なるため、安全な曝露レベルを確立することは不可能である」、「したがって、TOCPは人の健康に対する主要な危険と見なされている」と述べた
。したがって、ヒトへの曝露のリスクがある場合は、市販のTCPのオルト異性体の含有量を減らすための精力的な努力が払われてきた。 しかし、ワシントン大学の研究者が、合成ジェットエンジンオイルに存在するオルト異性体を含まないTCP異性体が特定の酵素を阻害することを発見た。 

## 健康災害
TCPは、1977年にスリランカで急性多発性神経障害（英語: Polyneuropathy）が流行した原因であり、20人のタミル人の少女がTCPで汚染されたごま油 (gingili oil) によって中毒した。TCPは、神経障害、手足の麻痺、および/または人間と動物の死を引き起こす有毒物質であり、摂取、吸入、さらには皮膚から吸収される可能性がある。 オルト異性体は、最近の歴史の中で遅延性の神経毒性の発生の原因として知られた。現代の市販品は、通常パラ異性体とメタ異性体のみを含む。これらの異性体は神経毒の可能性がないからである。TOCPによる最初の既知の集団中毒は、フランスの 6人の入院患者に有機リン化合物を含むホスホクレゾート (phosphocresote) 咳止め調合剤が与えられた 1899年に始まった。薬剤師のジュール・ブリソネット (Jules Brissonet) は、肺結核の治療を期待してこの化合物を合成したが、投与後すぐに 6人の患者全員が多発性神経障害を発症した。元の論文の広告では、このホスホクレゾートは次のように説明されていた：
TOCPによる最大の集団中毒は、1930年に、米国の禁酒法時代に大衆的な飲み物「ジンジャージェイク (Ginger Jake)」（またはジャマイカ「ジェイク」）が導入されたことで発生した。この飲み物は、すべてのアルコール飲料が米国政府によって非合法化されていたこの時期のアルコールの主要な代替品だったが、米国の薬局方には「各種病気」の治療法として記載されていたため、簡単に入手できた。ジンジャージェイクの製造業者がリンドール (Lindol)（主にTOCPからなる化合物）を製品に加えたとき、最大 100,000人が中毒になり、5,000人が麻痺した。ジンジャージェイクから TOCPが発見された正確な理由につては異議が唱えられている。一部の情報源は、ジャマイカの根をさらに抽出することであったと主張し、他の情報源は飲み物を水で薄めるためであり、別の情報源は潤滑油による汚染の結果であると主張している。 ジンジャージェイクの過剰摂取は「ジェイクウォーク (Jake Walk)」として知られる症状をもたらした。このウォークでは、患者は足のしびれによって引き起こされる非常に不規則な歩行を経験し、その後手首と足が麻痺した。 医学雑誌には、「遠位軸索病変、運動失調、および脊髄と末梢神経系の神経変性を特徴とする、有機リン酸誘発性遅延神経障害（OPIDN）神経変性症候群を引き起こしたと記載された。 

Apiol の構造式

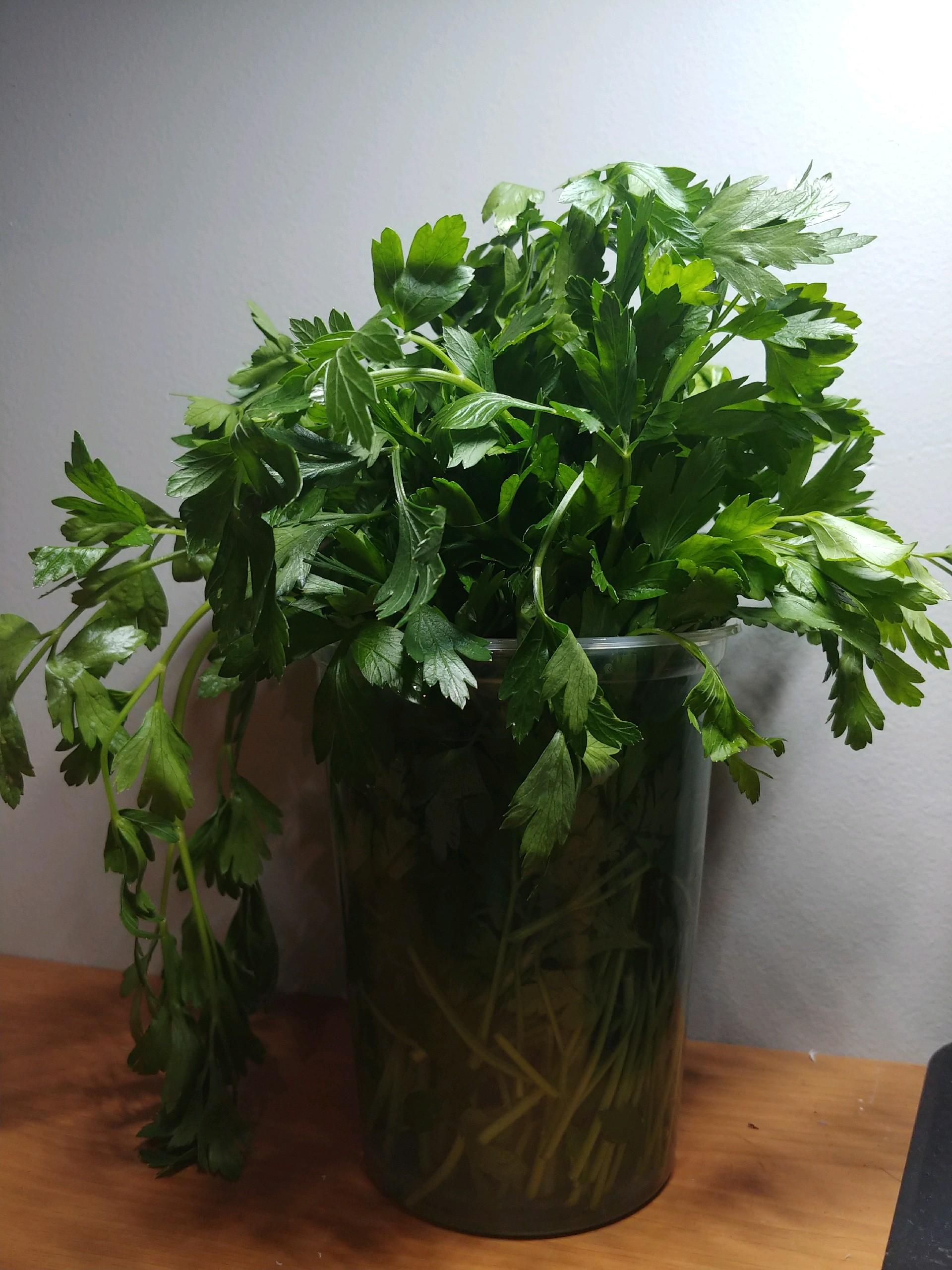
パセリの葉

1932年、60人のヨーロッパ人女性が中絶誘発（堕胎) 薬 (アピオール) によるTOCP中毒を経験した。この薬品は、パセリの葉から抽出されたフェニルプロパノイド化合物から造られた。妊娠を終わらせるために歴史を通して利用され、ヒポクラテス自身によってさえ推奨された。この 1932年の現代の薬品の汚染は偶然ではなく「刺激の強化」であった。 ピルを服用した人は、昏睡、痙攣、下半身の麻痺（対麻痺）、そしてしばしば死を経験した。その後、アピオールは、危険が大きすぎて中毒の数が説明されているよりも多かったとして、中止されるまで医師、ジャーナリスト、活動家から批判された。
他に以下のような集団中毒例がある
- 1937年、60人の南アフリカ人が、以前潤滑油を保管していたドラム缶に入れて汚染された食用油を使って中毒した。
- 1940年の2つの別々の事件で、スイス軍の部隊の 74人と少なくとも 17人の男性が、食用油が機関銃油で汚染されていたときに同様の中毒を経験した。 彼らはオイルソルジャー（英語: Oil soldiers）として知られるようになった。
- 1950年代に、11人の南アフリカ人が、以前にTOCPを保管していた塗装工場のドラム缶の水を使用した。
- 1959年にジェット機の潤滑油で汚染された食用油を使ってモロッコの 10,000人が中毒した。

## 空気毒性症候群 (Aerotoxic syndome)
TCPは航空機のタービンエンジンオイルの添加剤として使用され、客室の圧を保つために送られる空気 (en:bleed air) に混入 (en:fume event) して汚染する可能性がある。Aerotoxic syndomeは、エンジン化学物質への曝露によって引き起こされたとされる悪影響（記憶喪失、うつ病、統合失調症などの症状を伴う）に付けられた名前だが、英国の業界資金による研究では、TCPと長期的な健康問題との関連は示されていない。 

## 安全性

### 動物
スローロリス (Nyticebus coucang coucang) に関する研究では、局所塗布から多数の慢性的影響が観察された。 哺乳類の胎盤の発達も悪影響を受けた
。 

### 代謝
TOCPは主に尿や糞便を通して排出されるが、一部は肝臓シトクロム　P450 システムによって代謝される。代謝経路は、1つ以上のメチル基のヒドロキシル化、アリル化（O-クレジル基の除去）およびヒドロキシメチル基のアルデヒドまたはカルボン酸への変換である。代謝の最初のステップで生成するのは中間体で神経毒のsaligenin cyclic o-tolyl phosphate (SCOTP) である。 右側には、TOCP代謝の最初のステップが化学構造で示されている。 この中間体は神経障害標的エステラーゼ（英語: neuropathy target esterase）(NTE）を阻害することができ、古典的な有機リン誘発性遅延神経障害（英語: Organophosphate-induced delayed neuropathy） (OPIDN）を引き起こす。 同時に、TOCPは、神経インパルスを伝達する特殊な細胞内で、神経線維の破壊と髄鞘の崩壊を引き起こすことによって物理的損傷を及ぼす。
SCOTPの形成に加えて、TOCPと2つの異なるヒトシトクロム P450 複合体（1A2 と 3A4）の相互作用によって 2-(ortho-cresyl)-4H-1,2,3-benzodioxaphosphoran-2-one(CBDP) が生成する。この代謝物は、ブチリルコリンエステラーゼ（BuChE）および/またはアセチルコリンエステラーゼ（AChE）に結合できる。 
BuChEに結合しても悪影響はない。その典型的な役割は、有機リン毒物に共有結合し、不活性化によってそれらを解毒することである。TOCPからCBDPへの代謝の際の危険性は、AChEに結合する可能性が差し迫ったときに発生する。これは、神経シナプスの酵素の不活性化が致命的となる可能性があるためである。 この酵素は、神経伝達物質であるアセチルコリンを加水分解することにより、神経インパルス伝達を停止させるのと同等の役割を果たす。 アセチルコリンが不活化すると、体内で分解できなくなり、制御不能な筋肉の痙攣、呼吸麻痺（徐脈）、痙攣、および/または死に至る。 幸いなことに、TOCPは弱いAChE阻害剤と見なされている
。 

### 発症と治療
ヒトの場合、最初の症状は、末梢神経系の損傷による体の両側の手足の衰弱/麻痺（多発性神経障害）と痺れである。発症は通常、最初の曝露から 3 - 28 日の間に起こる。もし摂取した場合は、吐き気、嘔吐、下痢などの胃腸症状が先行する可能性がある。 代謝率は人種や個人によって異なる。ある人は 0.15g のTOCPを摂取した後に重度の多発性神経障害を発症するし、1〜2g 後でも無症状であると報告されている人もいる。急性曝露の場合、死亡はまれだが、性別、年齢、曝露経路の違いにより、麻痺の結果は数か月から数年続く可能性がある。基本的な治療は手足の使用を回復するための理学療法だが、運動制御のほんの一部を取り戻すには最大 4年かかる場合がある。
TOCPへの曝露は、診察のリストで特徴づけられている
- コリンエステラーゼレベルは変化しないか、大きな変化は見られない
- 筋電図は、変性の部分的または完全な反応を示す
- 脳脊髄液のタンパク質の増加
- 耳下腺の腫れ（柔らかくない）